# جيمس إي. فاوست
جيمس إي. فاوست (بالإنجليزية: James E. Faust)‏ هو محامي وكاتب ترانيم وسياسي أمريكي، ولد في 31 يوليو 1920 بدلتا في الولايات المتحدة، وتوفي في 10 أغسطس 2007 بسولت ليك في الولايات المتحدة. حزبياً، نشط في الحزب الديمقراطي. وقد انتخب عضو مجلس نواب ولاية يوتا.